# Filološka kritika
Filološka kritika ili tekstologija je nauka koja se bavi tekstom sa stanovišta njegove istorije. To nije književna kritika, vec kritika teksta. Ona je zauzimala centralno mesto u pozitivizmu. Prema Reneu Veleku i Ostinu Vorenu najviše je vezana za istoriju književnosti. U pozitivizmu se praktični rad uglavnom svodio na: kritičko izdavanje književnih tekstova, istraživanje izvora i istorijata nastanka dela i ispitivanje okolnosti u kojima je živeo pesnik.
Kolevka filologije je Aleksandrijska škola u 3.veku pre nove ere. Tu su se čuvali tekstovi, ispitivala autentičnost i slično. Tekstologija u današnjem smislu nastaje u XIX veku. Osnovna pitanja su: pitanje autentičnosti, pitanje autorstva i pitanje datiranja teksta.
Prvo se bavi samim tekstom i spada u nižu filološku kritiku, a druga dva u višu filološku kritiku (filološka kritika je vezana za Bibliju čiji je autor Bog i zato je to viša filološka kritika). Utemeljena je u Nemačkoj gde su vršena proučavanja Biblije. Značajan je tekstolog Karl Lahman. Zadatak filološke kritike se najbolje ostvaruje preko materijalnih dokaza, nikako preko estetike.